# Rang de Basanti
Rang De Basanti (Hindi: रंग दे बसंती) (Español: Píntame de amarillo), es una película de Bollywood, dirigida por Rakeysh Omprakash Mehra en 2006.

## Sinopsis
Sue McKinley (Alice Patten), una joven londinense, sueña desde hace mucho con rodar una película basada en las memorias de su abuelo, miembro de las fuerzas de policía británicas en la India al principio de la rebelión india por la independencia. Sue viaja a Delhi, y, con ayuda de su amiga Sonia (Soha Ali Khan), intenta encontrar a los actores que encarnarán a los pioneros de la revolución india. El casting resulta un desastre y Sue acaba por servirse del grupo de amigos de Sonia para el reparto de su película: Karan (Siddarth), Sukhi (Sharman Joshi), Aslam (Kunal Kapoor), Laxman Pandey (Atul Kulkarni) y DJ (Aamir Khan), el líder de la pandilla. Sin embargo, los jóvenes tienen problemas para comprender las motivaciones de sus personajes, puesto que no creen en el futuro de una India corrompida a todos los niveles de la clase política. En este país donde nada ha cambiado realmente desde la conquista de la independencia, ¿cómo poder creer en el compromiso de aquellos primeros revolucionarios? Pero la interpretación de sus personajes en la película de Sue, además del dramático suceso que sobrevendrá a su amigo Ajay(Madhavan), les llevará a cambiar totalmente, y a adquirir un fuerte compromiso en una peligrosa lucha. En dicha lucha, en la que se embarcarán en intentar cambiar su país y librar a la sociedad india de la corrupción y la injusticia, acabarán sacrificando sus vidas.

## Ficha técnica
- Título: Rang De Basanti
- Idioma: Hindî
- Director: Rakeysh Omprakash Mehra
- País: India
- Fecha de estreno: 26 de enero de 2006 (India)
- Banda sonora: AR Rahman
- Productores: Rakeysh Omprakash Mehra, Deven Khote y Ronnie Screwvala
- Duración: 157 minutos

## Reparto
- Aamir Khan: Daljiit Singh «DJ»
- Soha Ali Khan: Sonia
- Sharman Joshi: Sukhi
- Alice Patten: Sue
- Madhavan: Ajay Rathod
- Siddharth: Karan Singhania
- Kunal Kapoor: Aslam
- Atul Kulkarni: Laxman Pandey
- Kiron Kher: meetro
- Anupam Kher: Raj Singhania
- Om Puri: Amanullah Khan
- Mohan Agashe: Ministro de Defensa
- Waheeda Rehman: Madre de Ajay

## Banda sonora
La banda sonora y las canciones originales del film fueron compuestas por AR Rahman. Entre ellas:
- Paathshala – Be a Rebel -Blaase, Aslam, Nacim
- Rang de basanti – Daler Mehndi, Chitra
- Tu bin bataye – Madhushree, Naresh Iyer
- Lalkaar - Aamir Khan (recitado) y coro
- Khalbali – AR Rahman, Aslam, Nacim
- Luka Chuppi – Lata Mangeshkar, AR Rahman
- Khoon Chala - Mohit Chauhan
- Roobaroo – AR Rahman, Naresh Iyer
- Ik Onkar - Hardsheep Kaur

## Sobre la película
- La película histórica de Sue se centra en la figura de Bhagat Singh, uno de los principales revolucionarios indios.
- Crítica social y política, Rang De Basanti se asimila al film Yuva de Mani Ratnam.
- El título Rang De Basanti hace referencia a la expresión Main Rang De Basanti (« Píntame de amarillo »), que significa que se está dispuesto a sacrificarse por una gran causa. El filtro amarillo es utilizado, además, durante la película para los flash-back históricos.
- El papel de Karan Singhania fue ofrecido sucesivamente a Hrithik Roshan, Arjun Rampal y Vivek Oberoi, antes de ser finalmente ofrecido a Siddharth.

## Premios
- Premio del Público en el Festival Cinémas et Cultures d'Asie de Lyon en 2006.
- Seleccionado para competir en los Premios BAFTA 2007 bajo la categoría de Mejor película extranjera.
- Filmfare Awards 2007 : Mejor Película, Mejor Director, Mejor banda sonora, Mejor Imagen, Premio de la Crítica al Mejor Actor.